# Platt stumpbagge
Platt stumpbagge (Hololepta plana) är en skalbaggsart som först beskrevs av Sulzer 1776.  Platt stumpbagge ingår i släktet Hololepta och familjen stumpbaggar. Enligt den finländska rödlistan är arten sårbar i Finland. Arten är reproducerande i Sverige. Artens livsmiljö är naturmoskogar. Inga underarter finns listade i Catalogue of Life.

## Bildgalleri

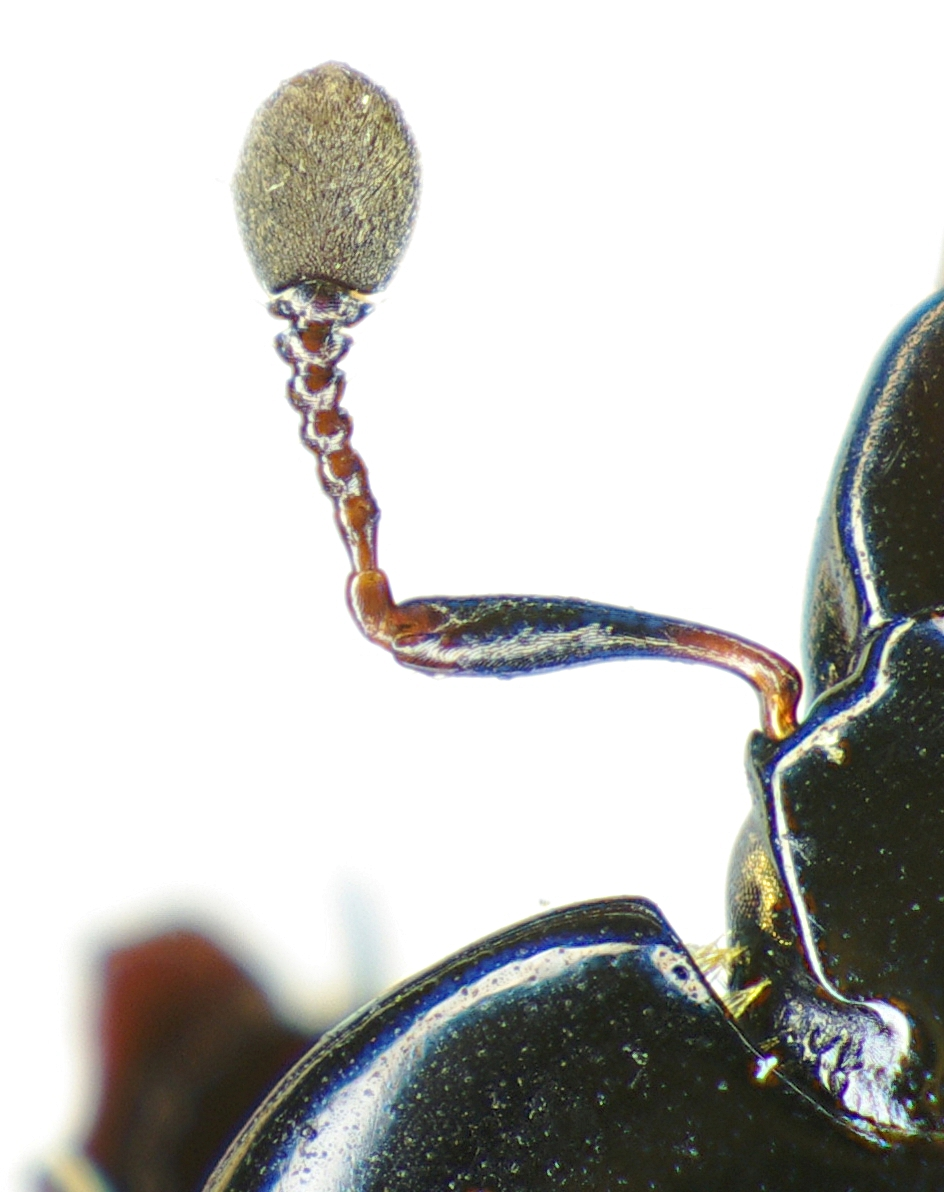
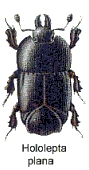
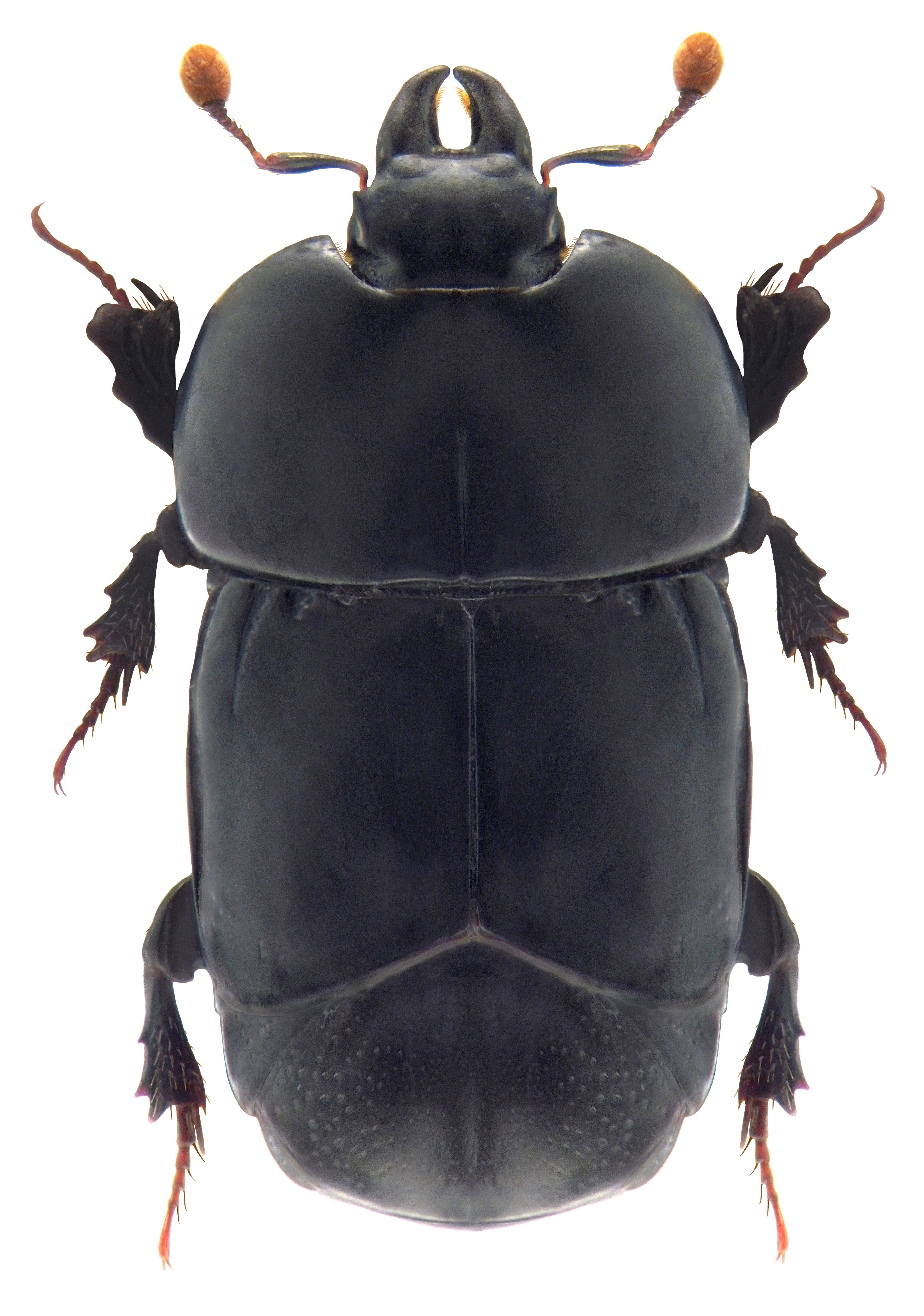
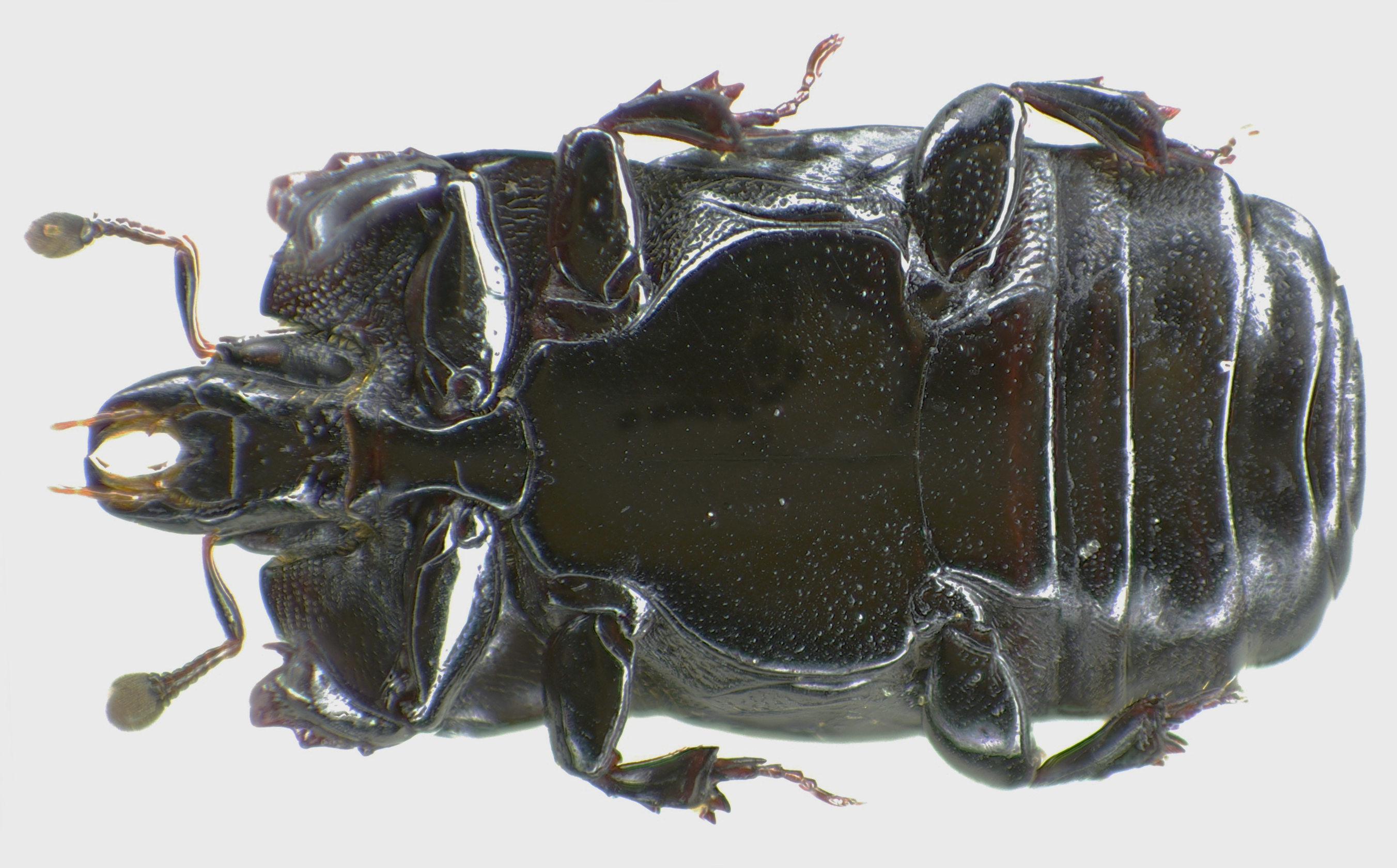
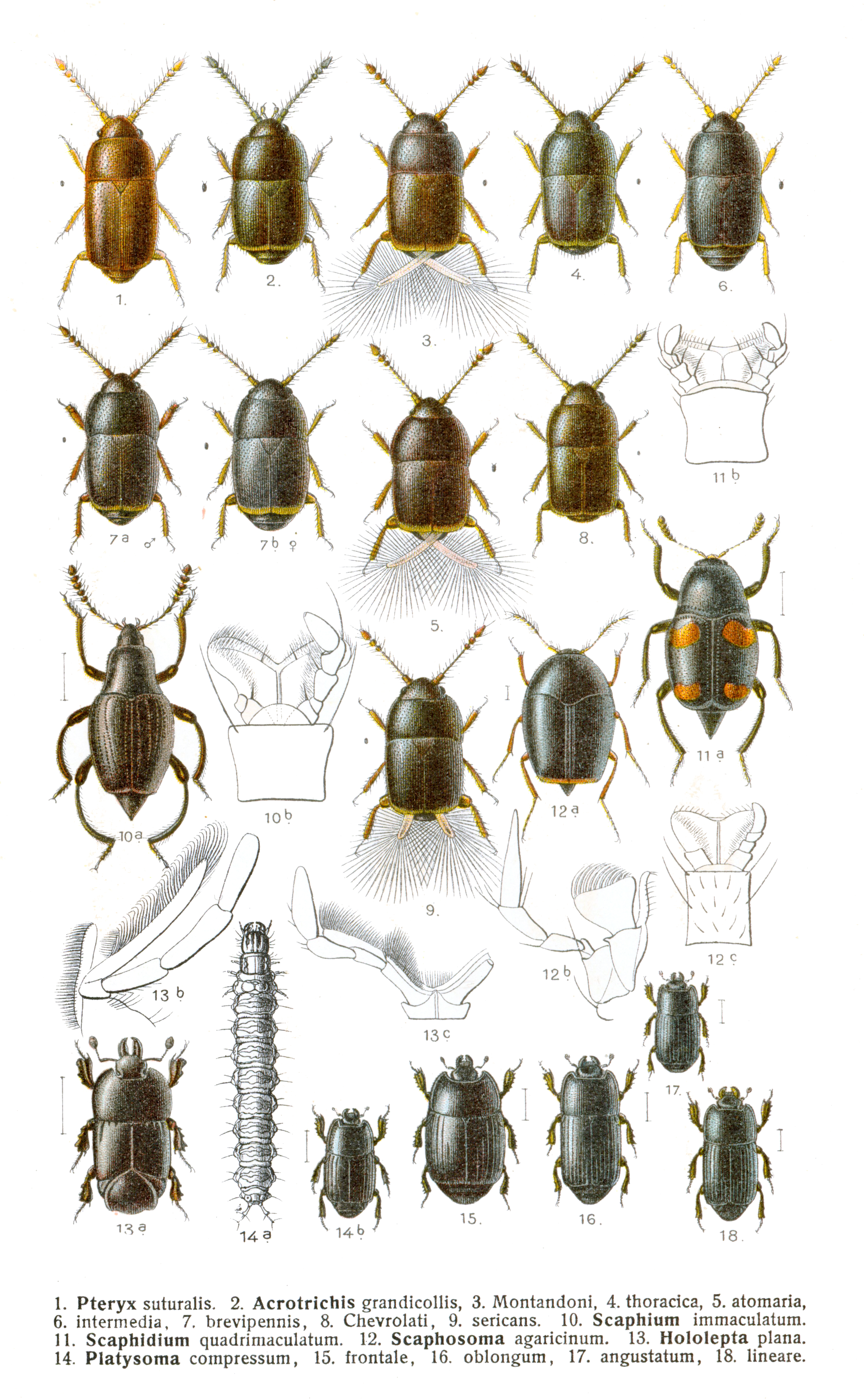